# Roland Amar
Pour les articles homonymes, voir Amar.
Roland Amar (né le 15 juin 1922 à Bône en Algérie française et mort le 6 septembre 2004 en Israël) est un footballeur français, qui a évolué au poste de gardien de but dans divers clubs français.

## Carrière
Sa carrière de joueur s'étale sur moins d'une dizaine années, pendant lesquelles il porte les couleurs de quatre clubs, le Stade Marseillais Université Club (au niveau amateur), l'Olympique de Marseille, le Groupe Sporting Club Marseillais et le Stade olympique montpelliérain.

### Bilan saison par saison
| Saison      | Club                   | Pays       | Championnat | Coupes nationales |
| ----------- | ---------------------- | ---------- | ----------- | ----------------- |
| 1946 - 1947 | Olympique de Marseille | Division 1 | 5 matchs    | -                 |
| 1947 - 1948 | Olympique de Marseille | Division 1 | 9 matchs    | 2 matchs          |
| 1948 - 1949 | Olympique de Marseille | Division 1 | 6 matchs    | 1 match           |
| 1949 - 1950 | GSC Marseille          | Division 2 | 32 matchs   | 3 matchs          |
| 1950 - 1951 | SO Montpellier         | Division 2 | 31 matchs   | -                 |
| 1951 - 1952 | SO Montpellier         | Division 2 | 34 matchs   | -                 |
| 1952 - 1953 | SO Montpellier         | Division 2 | 34 matchs   | 1 match           |

## Palmarès
- Vainqueur du Championnat de France de football en 1948 avec l'Olympique de Marseille.